# كاي فنغ
كاي فنغ (1906 - 23 مارس 1955) (بالصينية: 凯丰) هو ثوري شيوعي وسياسي صيني. كان واحدا من البلاشفة ال28 الذين تدربوا في موسكو. كان أحد القادة الثمانية لمدرسة الحزب باللجنة المركزية للحزب الشيوعي الصيني.

## مسيرته
ولد كاي فنغ سنة 1906 في مقاطعة جيانغشي الصينية، ودرس في مدرسة محلية. في صيف عام 1925 التحق بجامعة تشونغشان.
تلقى تعليمه العالي في الاتحاد السوفياتي. درس في جامعة موسكو سون يات سين. هناك أصبح أحد أعضاء مجموعة البلاشفة ال28.